# Lekkoatletyka na Letnich Igrzyskach Olimpijskich 1896 – bieg na 400 m
Biegi na 400 metrów podczas Igrzysk odbyły się w dniach 6 kwietnia (Eliminacje) oraz 7 kwietnia (finał). Do biegu zostało zgłoszonych 7 biegaczy, z czego 5 startowało także w biegu na 100 metrów.

## Medaliści
| Medal  | Zawodnik                          |
| ------ | --------------------------------- |
| Złoto  | Tom Burke Stany Zjednoczone       |
| Srebro | Herbert Jamison Stany Zjednoczone |
| Brąz   | Charles Gmelin Wielka Brytania    |

## Tło
Dwoma najlepszymi biegaczami na 400 metrów w 1896 roku byli Amerykanin Tom Burke oraz Brytyjczyk Edgar Bredin. Zmierzyli się oni rok wcześniej w towarzyskich zawodach klubów New York AC - London AC, gdzie zwyciężył Amerykanin. Bredin oraz Burke byli współrekordzistami świata w biegu na 440 jardów (402,34 metra) z czasem 48,5. W 1896 roku Brytyjczyk przeszedł na zawodowstwo.

## Eliminacje
Eliminacje rozpoczęły się w dniu 6 kwietnia. Siedmiu zawodników zostało przydzielonych do dwóch biegów eliminacyjnych, z których po dwóch najlepszych awansowało do finału. Bieg odbywał się na dystansie nieco ponad jednego okrążenia (bieżnia stadionu Panateńskiego miała obwód około 330 metrów).

### 1 bieg eliminacyjny
Pierwszy bieg eliminacyjny wygrał Amerykanin Herbert Jamison pokonując o około 13,5 jarda reprezentanta Cesarstwa Niemieckiegp Fritza Hofmanna.
| lp.   | Zawodnik        | Kraj                 | Wynik    | Uwagi |
| ----- | --------------- | -------------------- | -------- | ----- |
| 1.    | Herbert Jamison | Stany Zjednoczone    | 56.8     | Q     |
| 2.    | Fritz Hofmann   | Cesarstwo Niemieckie | 58.6     | Q     |
| 3.-4. | Kurt Dörry      | Cesarstwo Niemieckie | nieznany |       |
| 3.-4. | Adolphe Grisel  | Francja              | nieznany |       |

### 2 bieg eliminacyjny
Drugi bieg eliminacyjny został łatwo wygrany przez Amerykanina Toma Burke, który bieg zakończył z przewagą około piętnastu jardów nad Brytyjczykiem Gmelinem, który z kolei miał około dwunastu jardów przewagi nad Francuzem Reichelem.
| lp. | Zawodnik       | Kraj              | Wynik    | Uwagi |
| --- | -------------- | ----------------- | -------- | ----- |
| 1.  | Tom Burke      | Stany Zjednoczone | 58.4     | Q     |
| 2.  | Charles Gmelin | Wielka Brytania   | (1:00.5) | Q     |
| 3.  | Frantz Reichel | Francja           | (1:02.3) |       |

## Finał
Finał został rozegrany dzień po eliminacjach - 7 kwietnia. Tom Burke łatwo pokonał rywali finiszując z przewagą około 15 metrów nad swoim rodakiem Jamisonem. W późniejszych źródłach trzecie miejsce było dyskusyjne, jednak w źródłach z roku 1896 jest ono przypisywane Brytyjczykowi Gmelinowi.
| lp. | Zawodnik        | Kraj                 | Wynik  | Uwagi |
| --- | --------------- | -------------------- | ------ | ----- |
| 1.  | Tom Burke       | Stany Zjednoczone    | 54.2   | OR    |
| 2.  | Herbert Jamison | Stany Zjednoczone    | 55.2   |       |
| 3.  | Charles Gmelin  | Wielka Brytania      | 56.7   |       |
| 4.  | Fritz Hofmann   | Cesarstwo Niemieckie | (56.7) |       |